# Chřástalovití
Chřástalovití (Rallidae) jsou ptáci střední až menší velikosti, s bočně zploštělým tělem, uzpůsobeným k pohybu v břehové vegetaci sladkovodních nádrží. Žijí v rákosinách, na podmáčených loukách i v lesích. Čeleď zahrnuje kolem 40 rodů a 134 druhů ptáků, 21 druhů již bylo vyhubeno. 
V Česku žije sedm druhů, které se vyskytují především na rybnících.

## Systematika

### Seznam druhů
Níže je uveden seznam druhů podle IOC verze 13.1 (2023):
- chřástal šedohrdlý (Canirallus oculeus)
- chřástal bělobradý (Mustelirallus albicollis)
- chřástal pestrozobý (Neocrex erythrops)
- chřástal kolumbijský (Neocrex colombiana)
- chřástal kubánský (Cyanolimnas cerverai)
- chřástal skvrnitý (Pardirallus maculatus)
- chřástal bažinný (Pardirallus nigricans)
- chřástal olověnobarvý (Pardirallus sanguinolentus)
- chřástal stejnobarvý (Amaurolimnas concolor)
- chřástal rezavokrký (Aramides axillaris)
- chřástal východobrazilský (Aramides mangle)
- Aramides albiventris
- chřástal guyanský (Aramides cajaneus)
- chřástal Wolfův (Aramides wolfi)
- chřástal ypecaha (Aramides ypecaha)
- chřástal rezavokřídlý (Aramides calopterus)
- chřástal sarakura (Aramides saracura)
- Rallus obsoletus
- Rallus crepitans
- Rallus tenuirostris
- chřástal dlouhozobý (Rallus longirostris)
- chřástal královský (Rallus elegans)
- chřástal Wetmoreův (Rallus wetmorei)
- chřástal virginský (Rallus limicola)
- chřástal bogotský (Rallus semiplumbeus)
- Rallus aequatorialis
- chřástal patagonský (Rallus antarcticus)
- chřástal vodní (Rallus aquaticus)
- chřástal východoasijský (Rallus indicus)
- chřástal rákosní (Rallus caerulescens)
- chřástal madagaskarský (Rallus madagascariensis)
- chřástal africký (Crecopsis egregia)
- chřástal Rougetův (Rougetius rougetii)
- chřástal bělohrdlý (Dryolimnas cuvieri)
- chřástal réunionský (Dryolimnas augusti) †
- chřástal polní (Crex crex)
- chřástal Platenův (Aramidopsis plateni)
- chřástal proužkovaný (Lewinia striata)
- chřástal hnědopásý (Lewinia mirifica)
- chřástal bledoprsý (Lewinia pectoralis)
- chřástal aucklandský (Lewinia muelleri)
- Diaphorapteryx hawkinsi †
- chřástal calayanský (Aptenorallus calayanensis)
- chřástal halmaherský (Habroptila wallacii)
- chřástal weka (Gallirallus australis)
- chřástal hnědobřichý (Eulabeornis castaneoventris)
- chřástal novokaledonský (Cabalus lafresnayanus)
- chřástal chathamský (Cabalus modestus) †
- chřástal okinawský (Hypotaenidia okinawae)
- chřástal příčkovaný (Hypotaenidia torquata)
- chřástal páskovaný (Hypotaenidia philippensis)
- chřástal guamský (Hypotaenidia owstoni)
- chřástal novobritský (Hypotaenidia insignis)
- chřástal rovianský (Hypotaenidia rovianae)
- chřástal Woodfordův (Hypotaenidia woodfordi)
- chřástal proužkokřídlý (Hypotaenidia poeciloptera) †
- chřástal Howeův (Hypotaenidia sylvestris)
- chřástal Dieffenbachův (Hypotaenidia dieffenbachii) †
- chřástal tahitský (Hypotaenidia pacifica) †
- chřástal wakeský (Hypotaenidia wakensis) †
- slípka skvrnitoboká (Porphyriops melanops)
- chřástal karolínský (Porzana carolina)
- chřástal kropenatý (Porzana porzana)
- chřástal říční (Porzana fluminea)
- slípka černoocasá (Tribonyx ventralis)
- slípka tasmánská (Tribonyx mortierii)
- slípka drobná (Paragallinula angulata)
- slípka tmavá (Gallinula tenebrosa)
- slípka americká (Gallinula galeata)
- slípka zelenonohá (Gallinula chloropus)
- slípka tristanská (Gallinula nesiotis) †
- slípka goughská (Gallinula comeri)
- slípka šalamounská (Gallinula silvestris)
- slípka samojská (Gallinula pacifica) †
- lyska červenočelá (Fulica rufifrons)
- lyska rohatá (Fulica cornuta)
- lyska velká (Fulica gigantea)
- lyska žlutočelá (Fulica armillata)
- lyska černá (Fulica atra)
- lyska hřebenatá (Fulica cristata)
- lyska mauricijská (Fulica newtonii) †
- lyska havajská (Fulica alai)
- lyska americká (Fulica americana)
- lyska andská (Fulica ardesiaca)
- lyska jihoafrická (Fulica leucoptera)
- slípka modročelá (Porphyrio alleni)
- slípka žlutonohá (Porphyrio martinica)
- slípka žlutozobá (Porphyrio flavirostris)
- slípka modrá (Porphyrio porphyrio)
- slípka africká (Porphyrio madagascariensis)
- slípka šedohlavá (Porphyrio poliocephalus)
- Porphyrio indicus
- Porphyrio pulverulentus
- Porphyrio melanotus
- slípka bělavá (Porphyrio albus) †
- slípka takahe (Porphyrio mantelli) †
- slípka novozélandská (Porphyrio hochstetteri)
- slípka réunionská (Porphyrio caerulescens) †
- chřástal oranžový (Micropygia schomburgkii)
- chřástal šedolící (Rufirallus viridis)
- chřástal rezavohlavý (Rufirallus castaneiceps)
- chřástal bělobřichý (Coturnicops exquisitus)
- chřástal žlutavý (Coturnicops noveboracensis)
- chřástal tečkovaný (Coturnicops notatus)
- chřástal žlutobřichý (Laterallus flaviventer)
- chřástal tmavý (Laterallus jamaicensis)
- chřástal galapážský (Laterallus spilonota)
- chřástal argentinský (Laterallus spiloptera)
- chřástal Rogersův (Laterallus rogersi)
- chřástal narudlý (Laterallus ruber)
- chřástal rezavoboký (Laterallus melanophaius)
- chřástal venezuelský (Laterallus levraudi)
- chřástal rezavolící (Laterallus xenopterus)
- chřástal paraguayský (Laterallus leucopyrrhus)
- chřástal šedoprsý (Laterallus exilis)
- chřástal aztécký (Laterallus albigularis)
- chřástal černopásý (Laterallus fasciatus)
- chřástal ascensionský (Mundia elpenor) †
- Aphanocrex podarces †
- chřástal žlutozobý (Zapornia flavirostra)
- chřástal Olivierův (Zapornia olivieri)
- chřástal hnědoprsý (Zapornia fusca)
- chřástal sibiřský (Zapornia paykullii)
- chřástal černoocasý (Zapornia bicolor)
- chřástal hnědohřbetý (Zapornia akool)
- chřástal nejmenší (Zapornia pusilla)
- Zapornia astrictocarpus †
- chřástal malý (Zapornia parva)
- chřástal temný (Zapornia tabuensis)
- chřástal mikronéský (Zapornia monasa) †
- chřástal pacifický (Zapornia nigra) †
- chřástal hendersonský (Zapornia atra)
- chřástal havajský (Zapornia sandwichensis) †
- chřástal laysanský (Zapornia palmeri) †
- chřástal pruhobřichý (Rallina eurizonoides)
- chřástal andamanský (Rallina canningi)
- chřástal rudonohý (Rallina fasciata)
- chřástal tříbarvý (Rallina tricolor)
- chřástal Rosenbergův (Gymnocrex rosenbergii)
- chřástal karakelongský (Gymnocrex talaudensis)
- chřástal olověnobřichý (Gymnocrex plumbeiventris)
- chřástal šedohlavý (Himantornis haematopus)
- chřástal mangrovový (Megacrex inepta)
- chřástal popelavý (Poliolimnas cinereus)
- chřástal žíhaný (Aenigmatolimnas marginalis)
- chřástal rohatý (Gallicrex cinerea)
- chřástal běloprsý (Amaurornis phoenicurus)
- chřástal filipínský (Amaurornis olivacea)
- chřástal talaudský (Amaurornis magnirostris)
- chřástal celebeský (Amaurornis isabellina)
- chřástal molucký (Amaurornis moluccana)
- chřástal rezavý (Aphanapteryx bonasia) †
- chřástal Leguatův (Erythromachus leguati) †

### Druhy chřástalovitých v Česku
- lyska černá (Fulica atra)
- slípka zelenonohá (Gallinula chloropus)
- chřástal vodní (Rallus aquaticus)
- chřástal polní (Crex crex)
- chřástal kropenatý (Porzana porzana)
- chřástal nejmenší (Porzana pusilla)
- chřástal malý (Porzana parva)